# Erythrina oaxacana
Erythrina oaxacana är en ärtväxtart som först beskrevs av Krukoff, och fick sitt nu gällande namn av Rupert Charles Barneby. Erythrina oaxacana ingår i släktet Erythrina och familjen ärtväxter. Inga underarter finns listade i Catalogue of Life.